# Friendship (Bequia)
Friendship ist ein Ort auf der Insel Bequia, die dem Staat St. Vincent und die Grenadinen angehört. Der Ort liegt an der Südküste der Insel an der Friendship Bay.